# Gerichtsbezirk Rudolfswerth
Der Gerichtsbezirk Rudolfswerth, auch Gerichtsbezirk Rudolfswert, ursprünglich Gerichtsbezirk Neustadtl (slowenisch: sodni okraj Rudolfovo oder sodni okraj Novo mesto), war ein dem Bezirksgericht Rudolfswerth unterstehender Gerichtsbezirk im Kronland Krain. Er umfasste Teile des politischen Bezirks Rudolfswerth (Rudolfovo) und wurde 1919 dem Staat Jugoslawien zugeschlagen.

## Geschichte
Der Gerichtsbezirk Rudolfswerth trug ursprünglich den Namen Neustadtl und entstand infolge eines Ministervortrags vom 6. August 1849, in dem die Grundzüge der Gerichtseinteilung festgelegt wurden. Nachdem im Dezember 1849 die Gebietseinteilung der Gerichtsbezirke sowie die Zuweisung der Gerichtsbezirke zu den neu errichteten Bezirkshauptmannschaften durch die „politische Organisierungs-Commission“ festgelegt worden war, nahmen die Bezirksgerichte der Krain per 1. Juni 1850 ihre Tätigkeit auf. Dem Bezirksgericht Rudolfswerth wurden durch die Landeseinteilung der Krain im März 1850 die 46 Katastralgemeinden Bela Cerkva (Weisskirchen), Beršlin (Werschlin), Blatnik (Rußbach), Brusnice (Wrussnitz), Čermošnice (Tschermoschnitz), Cerovec (Zerouz), Črešnica (Kerschdorf), Dobni Dol (Eichenthal), Doljni Verh (Dolniwerch), Družinska Vas (Gesindeldorf), Gaberje (Gaberje), Globodol (Tiefenthal), Golobinjek (Taubenberg), Gorenja Orehovca (Obernußdorf), Gorenja Straža (Oberstrascha), Gorenje Polje (Oberfeld), Gotna Vas (Gothendorf), Herinja Vas (Hereindorf), Hmelčič (Hmeltschitz), Hrušica (Birnbaum), Jurka Vas (Jurkendorf), Kandija (Kandia), Lakovnice (Lakounitz), Mirna Peč (Hönigstein), Novo Mesto (Neustadtl), Podturn (Unterthurn), Polhovca (Pochouza), Poljane (Pöllandl), Posterica (Steinwand), Potov Verh (Potendorf), Prečna (Pretschna), Šentpeter (St. Peter), Smolena Vas (Pechdorf), Štale (Stalldorf), Stranska Vas (Seitendorf), Težka Voda (Schwerenbach), Tomaža Vas (Thomasdorf), Toplica (Töplitz in der Unterkrain), Veliki Podljuben (Grosspodluben), Vina Vas (Weindorf), Žage (Altsaag), Zagorica (Sagoritz), Zajčji Verh (Hasenberg), Žalovce (Schalowitz) und Ždinja Vas (Seidendorf) zugewiesen. Zusammen mit dem Gerichtsbezirk Seisenberg (Žužemberk) und Treffen bildete der Gerichtsbezirk Rudolfswerth den Bezirk Rudolfswerth.
| Jahr | Fläche (km²) | Ein- wohner | Slowenisch- sprachige | Deutsch- sprachige |
| ---- | ------------ | ----------- | --------------------- | ------------------ |
| 1880 |              | 26.040      | 22.956                | 2.981              |
| 1890 |              | 27.248      | 24.548                | 2.585              |
| 1900 | 511,00       | 28.289      | 25.517                | 2.494              |
| 1910 | 508,74       | 28.861      | 25.346                | 2.274              |

Der Gerichtsbezirk wies 1880 eine anwesende Bevölkerung von 26.040 Personen auf, wobei 22.956 Menschen Slowenisch und 2.981 Menschen Deutsch als Umgangssprache angaben. 1910 wurden für den Gerichtsbezirk 28.861 Personen ausgewiesen, von denen 25.346 Slowenisch (87,8 %) und 2.274 Deutsch (7,9 %) sprachen. Rund 70 % der deutschsprachigen Minderheit lebte 1910 in der Gemeinde Tschermoschnitz, wo sie 95 % der Bevölkerung stellte. Eine starke deutschsprachige Bevölkerung gab es zudem in der Gemeinde Pöllandl, wo die Deutschsprachigen 80 % der Einwohner umfassten.
Durch die Grenzbestimmungen des am 10. September 1919 abgeschlossenen Vertrages von Saint-Germain wurde der Gerichtsbezirk Rudolfswerth zur Gänze dem Königreich Jugoslawien zugeschlagen.

## Gerichtssprengel
Der Gerichtssprengel Rudolfswert umfasste infolge der Zusammenfassung der Katastralgemeinden zu Gemeinden 1910 die 12 Gemeinden Bela Cerkev (Weißkirchen), Brusnice (Wrussnitz), Črmošnjice (Tschermoschnitz), Gorenje Polje (Oberfeld), Mirna Peč (Hönigstein), Orehovica (Nußdorf), Prečna (Pretschna), Rudolfovo (Rudolfswert), Šent Peter (St. Peter), Šmihel-Stopiče (Sankt Michael-Stopitsch) und Toplica (Töplitz).